# Evacanthus albovittatus
Evacanthus albovittatus är en insektsart som beskrevs av Kuoh 1987. Evacanthus albovittatus ingår i släktet Evacanthus och familjen dvärgstritar. Inga underarter finns listade i Catalogue of Life.